# パリスの審判 (ルノワール)

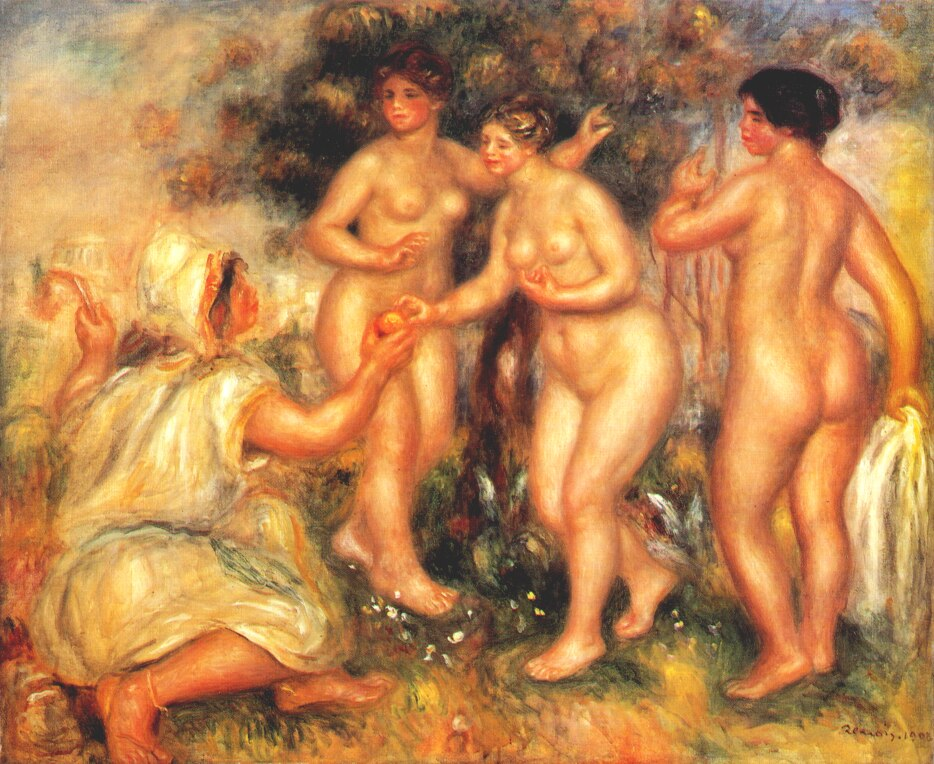
1908年に制作された『パリスの審判』。ここではポーズが異なるほかヘルメスの姿が欠けている。ヘンリー・プラマー・マキルヘニーのコレクション、ペンシルベニア州ジャーマンタウン。

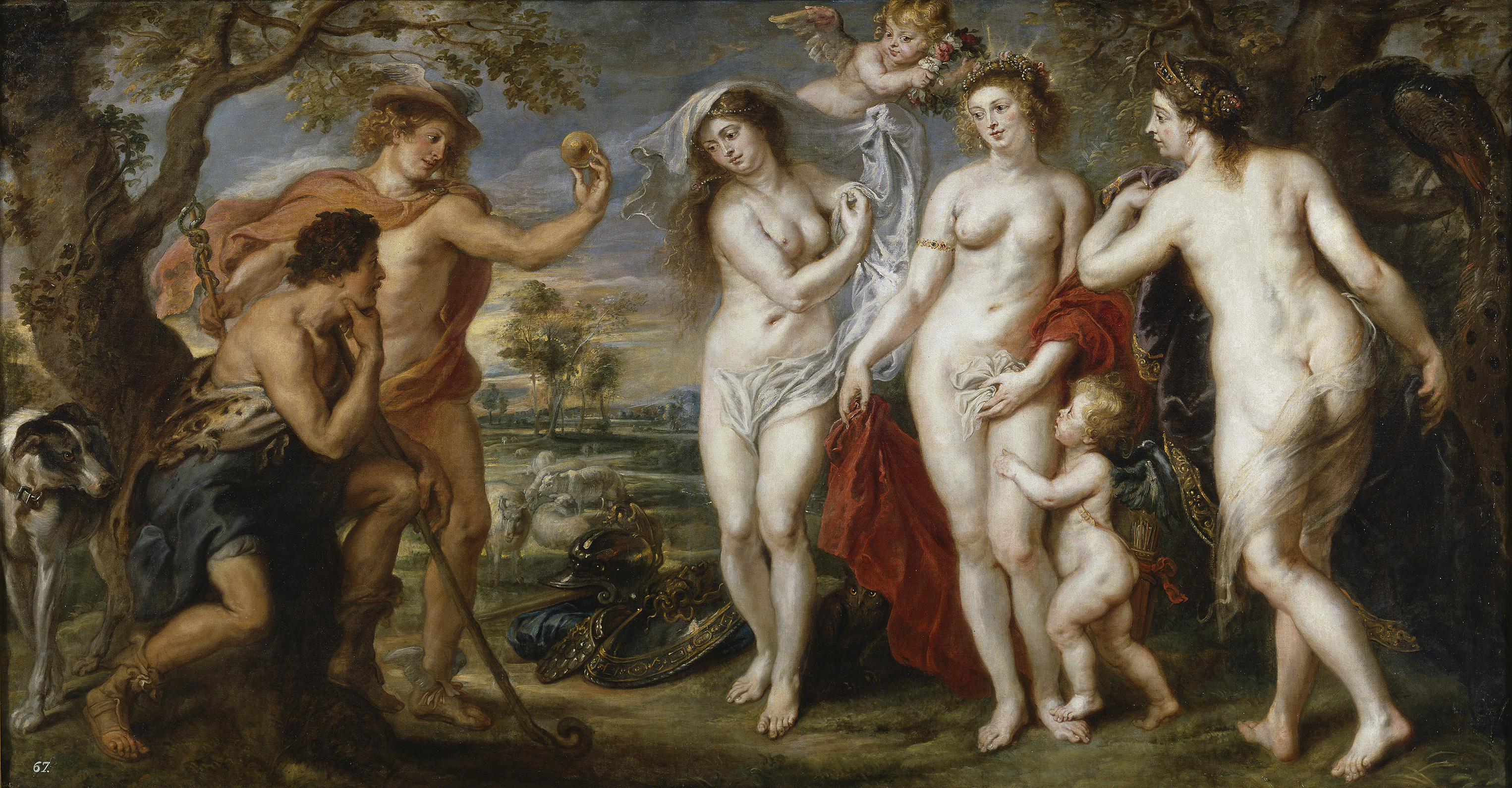
ピーテル・パウル・ルーベンスの『パリスの審判』のプラド美術館版。本作品の構図はルーベンスの作品に多くを負っている。

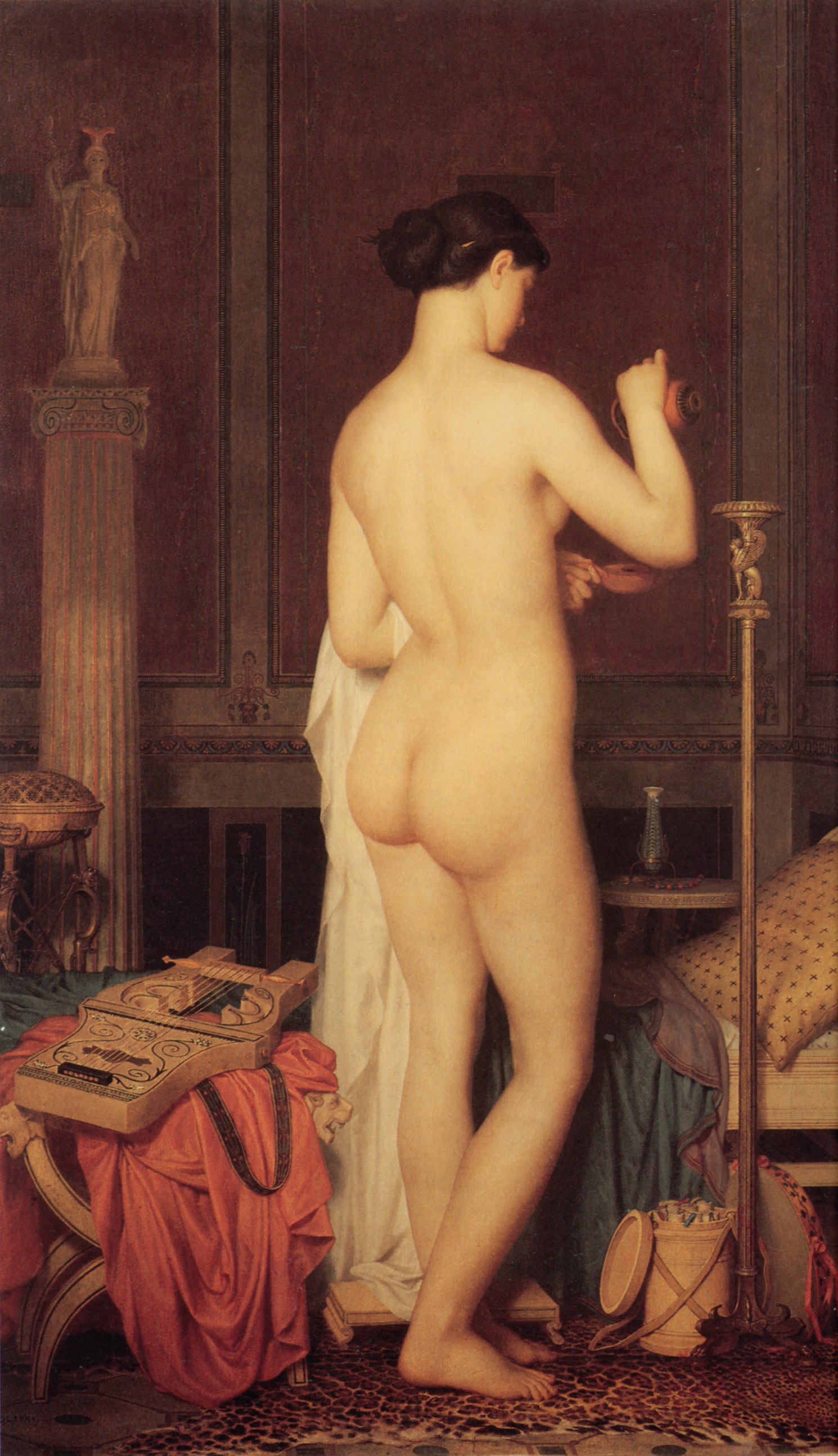
シャルル・グレールが1867年から1868年に制作した『サッフォーの就寝』。ローザンヌ州立美術館所蔵。

『パリスの審判』（仏: Le Jugement de Pâris, 英: The Judgment of Paris）は、フランス印象派の画家ピエール＝オーギュスト・ルノワールが1913年から1914年頃に制作した絵画である。油彩。主題はギリシア神話でトロイア戦争の原因を作ったパリスの審判から取られている。リューマチが酷くなって歩くことも絵筆を持つことも困難になった最晩年の作品で、この時代のルノワールの作品のうち最も優れたものの1つと見なされている。ヘンリー・プラマー・マキルヘニーのコレクションを経て、現在は広島市中区のひろしま美術館に所蔵されている。

## 主題
プティアの王ペレウスと海の女神テティスの結婚式が催されたとき、すべての神々が祝宴に招待された。しかし不和と争いの女神エリスはただ一人招かれなかったことを怒り、黄金の林檎に「最も美しい者へ」と刻んで祝宴の中に投げ入れた。すると3人の女神ヘラ、アテナ、アプロディテが黄金の林檎は自分にこそふさわしいと主張して譲らなかったので、ゼウスはトロイアの王子パリスに判定をゆだねた。ヘルメスに案内されてパリスのもとを訪れた女神たちは、それぞれ思い思いの報酬と引き換えに黄金の林檎を自分に与えるよう要求した。そこでパリスは絶世の美女を妻として与えると約束したアプロディテに林檎を与えた。この判定によってパリスはスパルタ王の妻ヘレネをさらい、トロイア戦争の原因を作ることとなった。

## 作品
3人の女神は田園風景の中で衣服を脱ぎ、プリュギア帽子を被ったトロイアの王子パリスに豊満な裸体をさらしている。パリスは3人の女神のうち、中央に立つ女神の前でひざまずき、黄金の林檎を差し出して手渡そうとしている。この女神が愛と美の女神アプロディテであることは林檎を受け取ろうとしていることから分かる。しかし他の2人の女神は明確なアトリビュートが描かれていないため、どちらがアテナあるいはヘラであるか判然としない。これは画面左で宙に舞っているヘルメスが翼のある帽子を被り、2匹の蛇が絡みついた杖ケリュケイオンを右手に持っていることとは対照的である。他の2人が衣服を手放していないのに対してアプロディテだけは衣服を脱ぎ捨てており、林檎を受け取ろうとする仕草は誇らしげである。右端の女神はコントラポストのポーズで、鑑賞者に対して左斜め後方の角度で立ち、左腕を上げ、その下から乳房がのぞいている。背景には小さな神殿が描かれている。
ルノワールは1908年にも同じ主題の絵画をほぼ同じ構図で描いているが、1908年のバージョンと比較するとヘルメスが描き加えられているほか、パリスおよび中央に立つ2人の女神のポーズも若干の変化が加えられている。前かがみで林檎を受け取ろうとしていたアプロディテは誇らしげに体を起こし、その左側に立っている女神は自分の腰を布で覆うポーズに変更されている。唯一変化が見られないのは画面の右端の女神である。ルノワールはこの女神をシャルル・グレールが1867年から1868年に制作した『サッフォーの就寝』（Le coucher de Sapho）の図像を左右反転させて描いている。シャルル・グレールは当時のアカデミックな画家の1人で、ルノワールが最初に師事した人物である。1880年代以降のルノワールはアカデミックな古典主義絵画を学ぶ必要性を感じ、アングレスクへの傾倒を強めたが、晩年の本作品に若い頃の師の図像が現れるのはそうした古典主義絵画の影響の一端であると指摘されている。この右端の女神のモデルは妻アリーヌ・シャリゴの遠縁にあたる女性で、家政婦兼モデルを務めたガブリエル・ルナールと言われている。

## ヴァリアント
本作品よりも早い1908年に制作された作品が知られている。ただし、ルノワールに師事したことがある日本の洋画家梅原龍三郎は、1939年（昭和14年）12月の『改造』で、ルノワールのアトリエには3点の『パリスの審判』があったと証言している。アプロディテのみをモチーフとして描き、『浴女』（Bather）と題した作品も知られている。

## 彫刻
ルノワールは画商アンブロワーズ・ヴォラールの勧めで彫刻を始めたが、リューマチで思うように制作が進まなかった。そこで彫刻家リシャール・ギノと共同で彫刻作品を制作している。これらの作品のうち『パリスの審判』は本作品をもとにした忠実なレリーフ彫刻であり、『勝利のヴィーナス』（Venus Victrix）はヴィーナス（アプロディテ）のみを彫刻としたものである。いずれも数多くのブロンズバージョンによる複製が制作され、オルセー美術館など各国の美術館に所蔵されている。

## ギャラリー

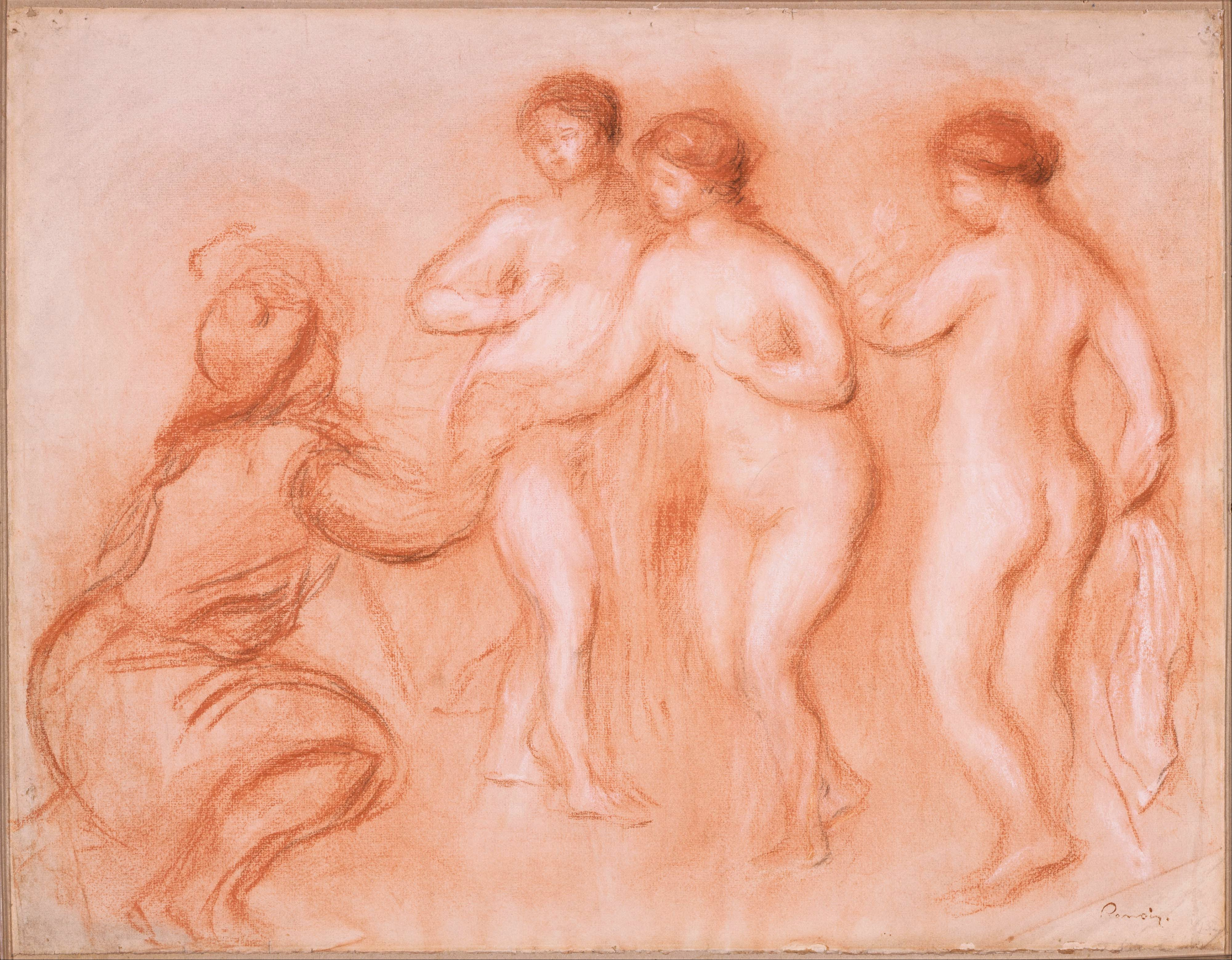
『パリスの審判』1908年頃 フィリップス・コレクション所蔵
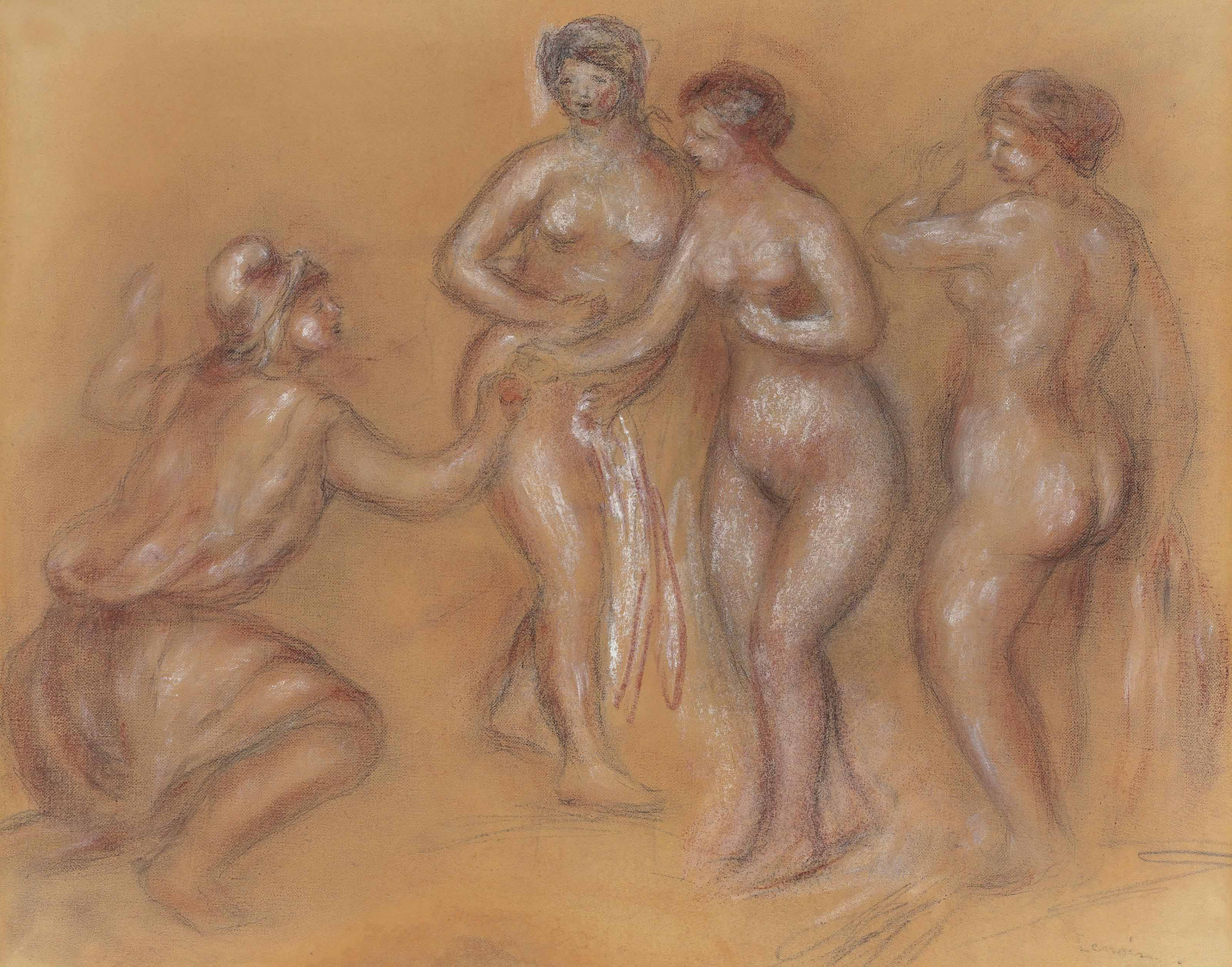
『パリスの審判』1910年頃
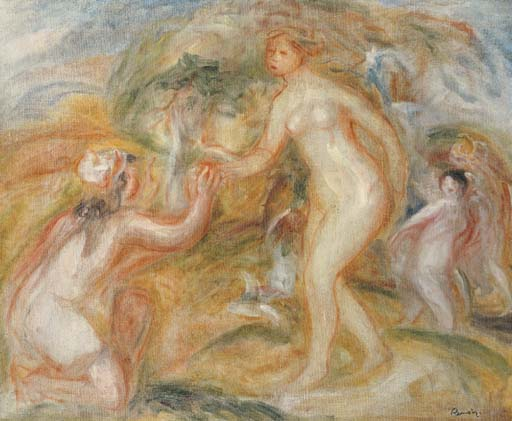
『パリスの審判』 1913年
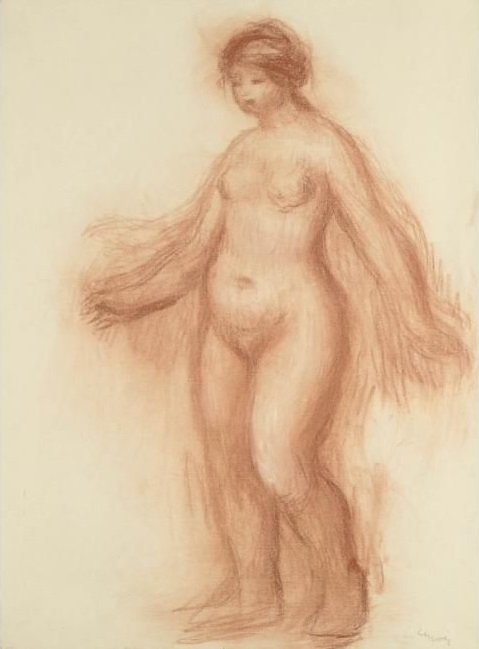
『パリスの審判』の習作 1913年
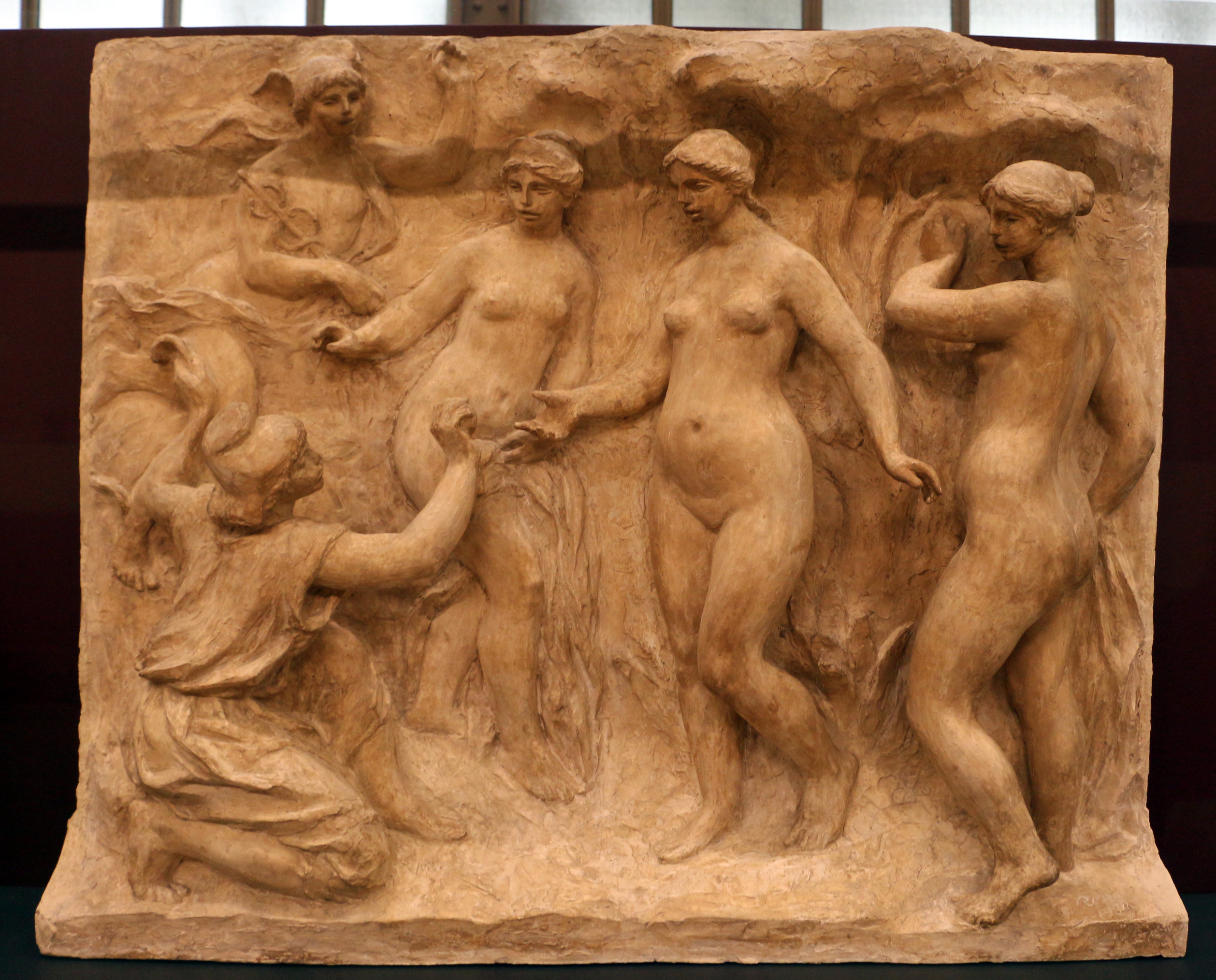
『パリスの審判』1914年 オルセー美術館所蔵
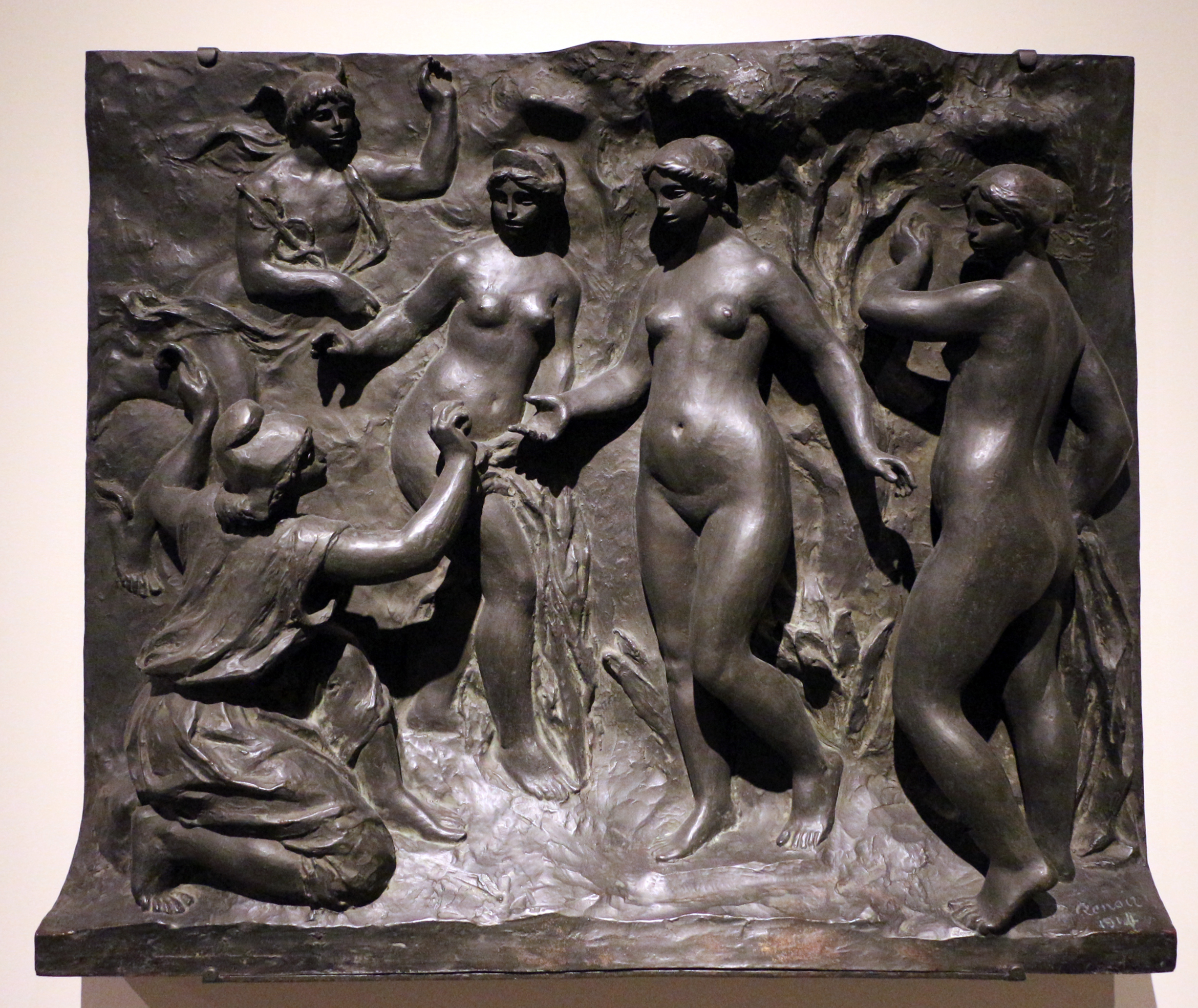
『パリスの審判』1914年 クリーブランド美術館所蔵
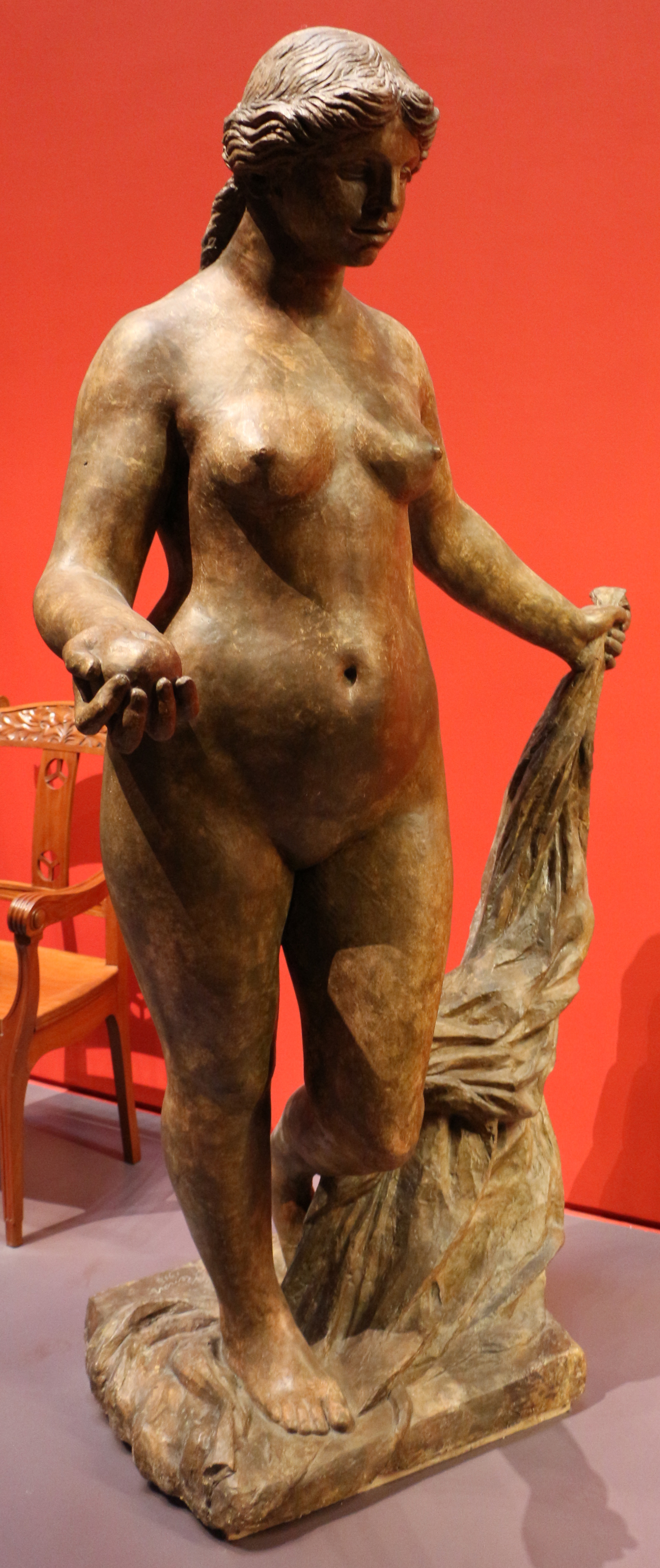
『勝利のヴィーナス』1913年-1915年 オルセー美術館所蔵
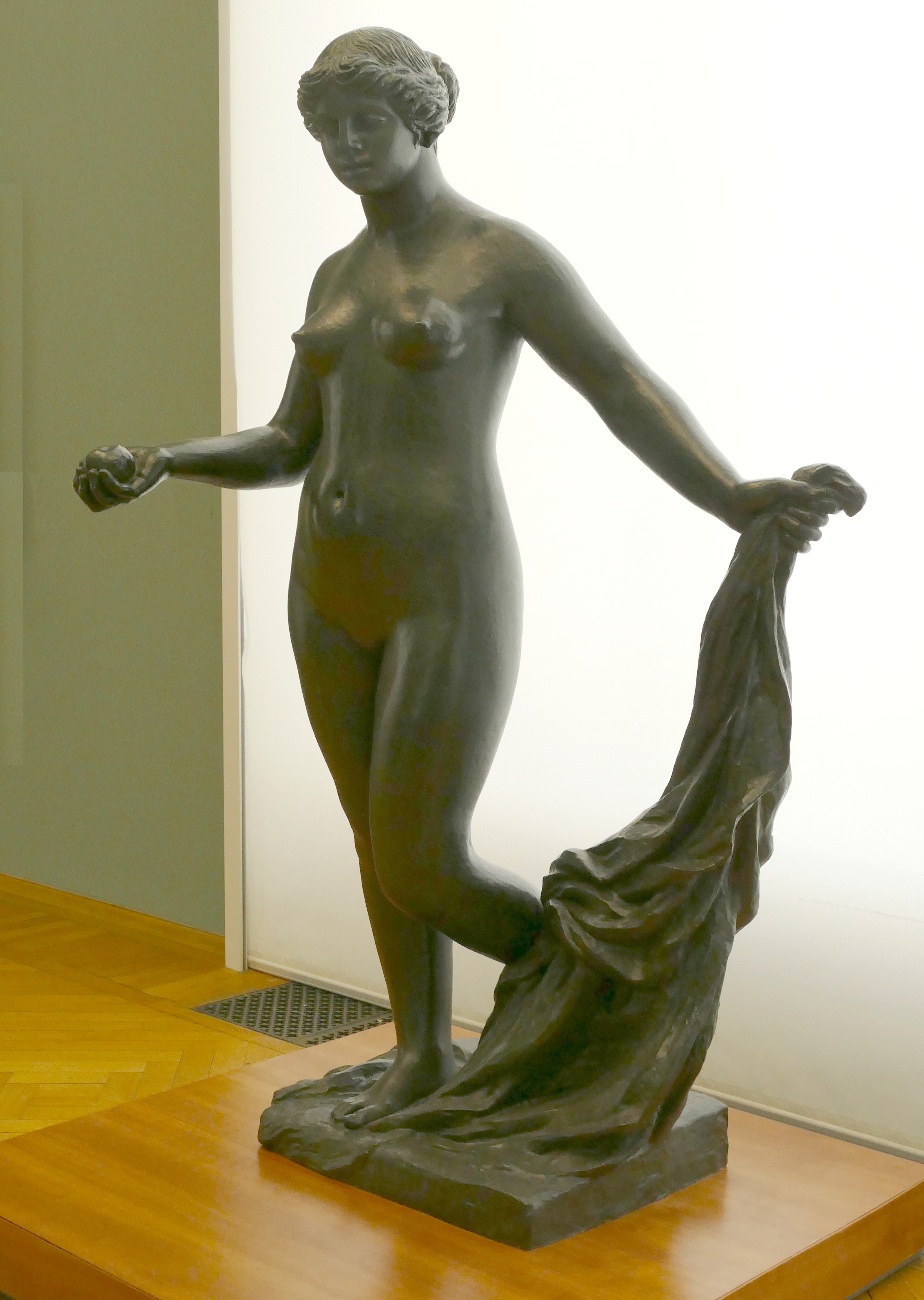
『勝利のヴィーナス』1915年 パリ市立プティ・パレ美術館所蔵